# Кашатагский район
Кашата́гский райо́н (арм. Քաշաթաղի շրջան) — административная единица в составе непризнанной Нагорно-Карабахской Республики (НКР). Административный центр — Бердзор (Лачын).
В состав района входят 54 общины, включая 108 населённых пунктов. В 2020 году по итогам Второй карабахской войны НКР утратила контроль над большей частью территории района. Входящие в состав района город Бердзор и сёла Ахавно (Забух), Неркин Сусн (Сус), Карга и Аханус находились на территории Лачинского коридора. 26 августа 2022 года перешли под контроль Азербайджанской Республики.

## География
Согласно административно территориальному делению, на востоке граничит с Гадрутским районом, на северо-востоке с Шушинским и Аскеранским районами непризнанной НКР, на севере с Мартакертским районом НКР, на северо-западе с Шаумяновским райном НКР и Вайоцдзорской областью Армении, на западе с Сюникской областью Армении, а на юге по реке Аракс проходит государственная граница НКР с Ираном. Кашатагский район является самым крупным районом Нагорно-Карабахской Республики и включает в себя большую часть Лачинского района, и весь Губадлинский и Зангеланский районы. Административный центр город — Бердзор (Лачин), через который проходит трасса Ереван—Степанакерт.

## История

### Первая карабахская война. Образование района
18 мая 1992 года армянские вооружённые формирования установили контроль над городом Лачин и стратегически важным Лачинским коридором. К 1 ноября 1993 года армяне контролировали всю территорию современного Кашатагского района.
2 декабря 1993 года постановлением Президиума Верховного Совета НКР на территории долины реки Акера (Лачинский, Губадлинский, Зангеланский районы Азербайджана) был образован Кашатагский район НКР с центром в Бердзоре (армянское название Лачина). Первым главой района стал член комитета «Карабах», кандидат исторических наук Алексан Акопян.
В 2002—2003 годах научной спелеологической экспедицией, исследовавший пещеры района, были впервые открыты: 5 скальных церквей, 4 оборонительно- защитных сооружения и более 30 жилых комплексов. Наиболее важными из найденных сооружений являются описанные армянским историком Степаносом Орбеляном (XII в.) монастырские комплексы Крон (Кронк) и Хочанца (Гочанц), а также пещера с клинописной надписью VII в. до н. э.

### Вторая карабахская война. Возвращение территории района под контроль Азербайджана
В результате начавшихся осенью 2020 года боевых действий, вооружённым силам Азербайджана удалось прорвать линию обороны армии НКР на южном фронте и 20 октября взять под контроль город Зангелан (по топонимике НКР Ковсакан), 25 октября под контроль ВС Азербайджана перешёл город Губадлы (по топонике НКР Кашуник или Санасар). В конце октября, Азербайджан также взял под контроль ряд сел Лачинского района (среди них Гюлебирд).
В подписанном трехстороннем заявлении о прекращении огня, в числе прочего, говорилось о передаче под контроль Азербайджана большей части Лачинского района, за исключением Лачинского коридора, который связывает НКР с Арменией и который перешёл под контроль российских миротворцев.

## Население
После окончания Первой карабахской войны и исхода местного населения территория района была заселена армянами-выходцами из различных районов Армении. Национальный состав населения Кашатагского района по переписи 2005 года был следующим:
| Народ   | Численность, чел. | Доля от всего населения, % |
| ------- | ----------------- | -------------------------- |
| армяне  | 9724              | 99,60 %                    |
| русские | 20                | 0,20 %                     |
| другие  | 19                | 0,19 %                     |
| всего   | 9763              | 100,00 %                   |

## Экономика
Население района занималось сельским хозяйством и скотоводством.
С 2009 года в районе на реке Ахавно велось строительство малых гидроэлектростанций.
3 января 2011 года в районе была открыта новая гидроэлектростанция «Сюник-1» мощностью 2,4 МВт. К концу 2011 года построена и вторая ГЭС «Сюник-2» мощностью 3,2 МВт, и 18 мая 2012 года она была открыта. В 2012 году начато строительство ГЭС «Сюник-3». Всего на реке Ахавно планировалось построить 6 ГЭС.

## Населённые пункты
Район включает 3 города:
- Бердзор (Лачин), административный центр;
- Ковсакан[1] (Зангелан[2]);
- Миджнаван[1] (Миндживан[2]);

Также район включает около 100 сельских населённых пунктов. Возможно неполный список:
- Агавнатун
- Агавно
- Аганус
- Айгек
- Айгеховит
- Айказян
- Ак
- Акари
- Алашкерт
- Амирян
- Амутаг
- Ани
- Антарамедж
- Апаран
- Арар
- Арахиш
- Арвакан
- Арджадзор
- Арташави
- Арцахамайр
- Арцвашен
- Ахадзор
- Ахбрадзор
- Базматус
- Бердик
- Вагазин
- Вазгенашен
- Вакунис
- Ван
- Вардабац
- Вардананц
- Вахазин
- Верин-Кашуник
- Вериншен
- Ворднав
- Вордуак
- Воротан
- Вургаван
- Газарапат
- Гале
- Гандза
- Гаханист
- Герик
- Гетамедж
- Гетап
- Гихут
- Гохтаник
- Джанфида
- Дзорап
- Дзорахач
- Дицмайри
- Драхтадзор
- Ерицванк
- Ишханадзор
- Карабак
- Каратак
- Карегах
- Каротан
- Карут
- Кашуник
- Керен
- Крмен
- Кумайри
- Лернаовит
- Лчашен
- Мамарк
- Маратук
- Маргис
- Мартирос
- Мартунашен
- Меликашен
- Мехвадзор
- Мехрашен
- Мирик
- Мовсесашен
- Мораджур
- Мошатаг
- Муш
- Мханц
- Мшени
- Неркин-Сус
- Норашеник
- Пакахан
- Саратак
- Сонасар
- Спитакаджур
- Суарас
- Сус
- Тандзут
- Тигранаван
- Товмасар
- Урекан
- Унанову
- Урмия
- Ухтадзор
- Хайтаг
- Хачгетик
- Хачин-Тап
- Химнашен
- Хочанц
- Цахкаберд
- Цицернаванк
- Цопаадзор
- Цораздор
- Шалуа
- Ширак
- Шрвакан
- Эйин

## Памятники истории и архитектуры
- Цицернаванк (IV—VI век)
- Церковь, село Гилаберд (Джанбар)
- Церковь, село Беркни, XVI—XVII века,
- Кладбище хачкаров, село Тандзатап
- Церковь, село Тандзатап, XIX век

Осенью 2010 года на территории района был найден клад, содержащий 112 предметов из золота, серебра и бронзы. Клад был вывезен в Армению и объявлен там национальным достоянием. В настоящее время предметы хранятся в Музее Истории Армении, хотя власти НКР утверждают, что добиваются возвращения ценностей.

## Спорт
- ФК Бердзор